# Mike Edwards
Mike Edwards (n. 31 mai 1948; d. 3 septembrie 2010), cunoscut ca Deva Pramada sau simplu Pramada, a fost un interpret englez la violoncel și totodată profesor de muzică. A fost de asemenea membru al trupei Electric Light Orchestra.